# (1401) Lavonne
(1401) Lavonne es un asteroide que forma parte del cinturón de asteroides y fue descubierto el 22 de octubre de 1935 por Eugène Joseph Delporte desde el Real Observatorio de Bélgica, Uccle.

## Designación y nombre
Lavonne fue designado inicialmente como 1935 UD.
Posteriormente se nombró en honor de una nieta de la astrónoma estadounidense Maud W. Makemson (1891-1977).

## Características orbitales
Lavonne está situado a una distancia media de 2,227 ua del Sol, pudiendo alejarse hasta 2,628 ua. Tiene una excentricidad de 0,1801 y una inclinación orbital de 7,29°. Emplea en completar una órbita alrededor del Sol 1214 días.